# Allen J. Bard
Allen Joseph Bard (Ciudad de Nueva York, Nueva York, 18 de diciembre de 1933-Austin, 11 de febrero de 2024) fue un químico estadounidense. Fue profesor de la cátedra Hackerman-Welch Regents y director del Centro de Electroquímica de la Universidad de Texas en Austin. Bard es considerado el "padre de la electroquímica moderna" por su innovador trabajo en el desarrollo del microscopio electroquímico de barrido, su codescubrimiento de la electroquimioluminiscencia, sus contribuciones clave a la fotoelectroquímica de los electrodos semiconductores y la coautoría de un libro de texto fundamental.

## Primeros años y educación
Allen J. Bard nació en Nueva York el 18 de diciembre de 1933. Estudió en el Bronx High School of Science y se graduó en el City College en 1955. Después asistió a la Universidad de Harvard, donde obtuvo un máster (1956) y un doctorado (1958).

## Investigación y carrera
En 1958, Bard comenzó a trabajar en la Universidad de Texas en Austin, y allí continuó durante toda su carrera. Sin embargo, se tomó un año sabático en 1973 y trabajó en el laboratorio de Jean-Michel Savéant. También pasó un semestre en el Instituto Tecnológico de California como becario Sherman Mills Fairchild. En 1987 dio una conferencia en la Universidad de Cornell durante el trimestre de primavera como conferenciante Baker. En 1988 fue profesor visitante Robert Burns Woodward en la Universidad de Harvard.
Bard ha publicado más de 1.000 artículos de investigación revisados por expertos, 88 capítulos de libros y otras publicaciones, y tiene más de 30 patentes. Ha escrito tres libros: Chemical Equilibrium; Electrochemical Methods - Fundamentals and Applications, y Integrated Chemical Systems: A Chemical Approach to Nanotechnology. El título, Electrochemical Methods - Fundamentals and Applications, es el texto definitorio de la electroquímica en inglés, y generalmente se le conoce como "Bard". Fue editor jefe del Journal of the American Chemical Society.
El Centro de Electroquímica se fundó en 2006 para crear un grupo de cooperación y colaboración entre los distintos tipos de concentraciones en electroquímica. Bard y su grupo fueron uno de los investigadores originales que aprovecharon la electroquímica para crear luz. La creación de la luz produjo un método sensible de análisis que ahora puede aplicarse a una amplia variedad de usos biológicos y médicos, incluyendo la determinación de si un individuo tiene un VIH y el análisis del ADN. El grupo de Bard también "aplica métodos electroquímicos al estudio de problemas químicos, realizando investigaciones en química electroorgánica, fotoelectroquímica, quimioluminiscencia electrogenerada y química electroanalítica".

## Premios y distinciones
Entre los premios de Bard se encuentran la Medalla Priestley en 2002 y el Premio Wolf de Química en 2008. Fue elegido miembro de la Academia Americana de las Artes y las Ciencias en 1990.
El 1 de febrero de 2013, el presidente Barack Obama entregó a Allen Bard la Medalla Nacional de la Ciencia para la Química, junto a su compañero académico de la UT-Austin John B. Goodenough, que recibió el premio correspondiente para la ingeniería. "Estoy orgulloso de honrar a estos inspiradores innovadores estadounidenses", dijo Obama. "Representan el ingenio y la imaginación que han hecho grande a esta nación durante mucho tiempo - y nos recuerdan el enorme impacto que pueden tener unas cuantas buenas ideas cuando estas cualidades creativas se desatan en un entorno empresarial."
El 13 de enero de 2014, Allen Bard recibió el Premio Enrico Fermi junto con Andrew Sessler. En 2019 recibió el Premio Internacional de Química Rey Faisal.
La Sociedad Electroquímica estableció el Premio Allen J. Bard en 2013 para reconocer las contribuciones distinguidas a la ciencia electroquímica.
Recibió el Premio Fisher de la ACS en Química Analítica en 1984 y el Premio Charles N. Reilley en 1984. Se le concedió el premio Eastern Analytical Symposium en 1990.

## Vida personal
Bard estuvo casado con Fran Bard hasta su muerte en agosto de 2016.